# Lisa Schulte
Lisa Schulte (13 dicembre 2000) è una slittinista austriaca, campionessa mondiale nel singolo ad Altenberg 2024.
Ha un fratello, Bastian, anch'egli slittinista.

## Biografia

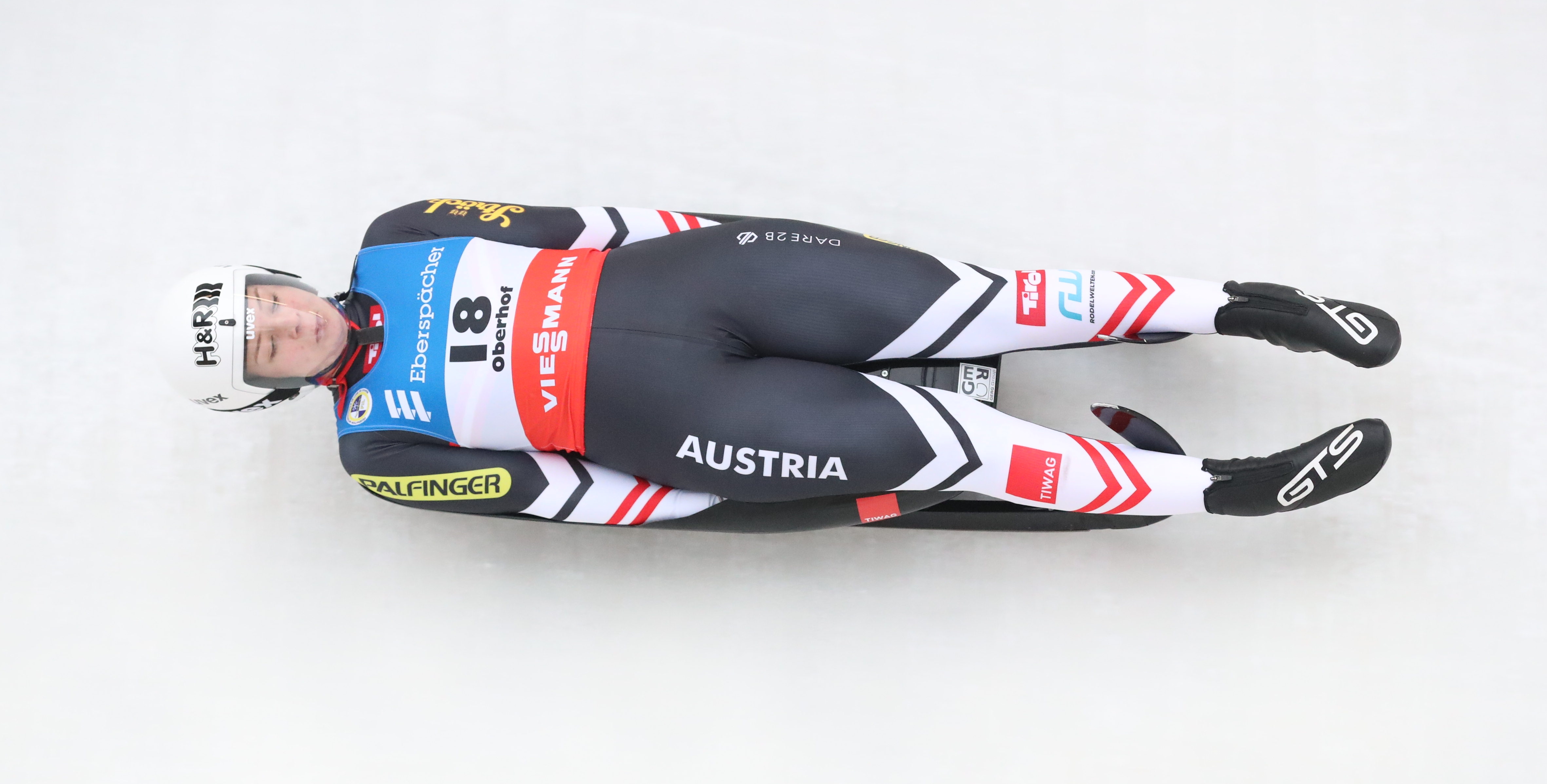
Lisa Schulte in gara a Oberhof nel 2021

Nel 2015 ha iniziato a gareggiare per la nazionale austriaca nelle varie categorie giovanili nella specialità del singolo ottenendo, quali migliori risultati, il sedicesimo posto nella classifica finale della Coppa del Mondo giovani nel 2015/16 e il secondo in quella juniores nel 2017/18. Ha vinto due medaglie ai campionati mondiali juniores: una d'oro ottenuta nella gara a squadre a Innsbruck 2019 e una d'argento colta nel singolo a Oberhof 2020.

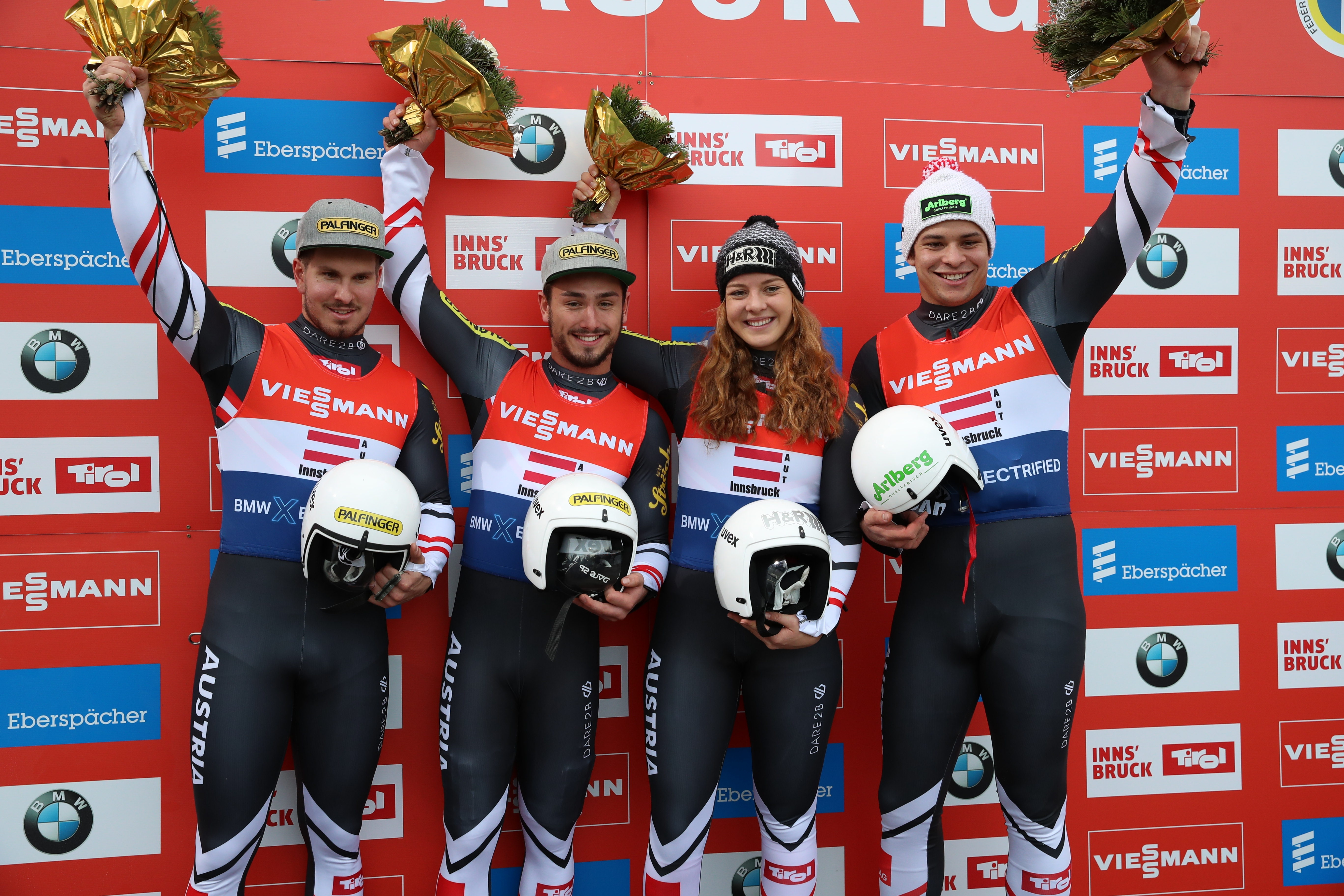
Lisa Schulte a Innsbruck nel 2019 nel giorno del suo primo podio in Coppa del Mondo con i compagni (da sinistra) Thomas Steu, Lorenz Koller e Jonas Müller, terzi nella staffetta mista

A livello assoluto ha esordito in Coppa del Mondo nella stagione 2019/20, il 23 novembre 2019 a Igls, concludendo la gara del singolo al sesto posto e conquistando il suo primo podio il giorno successivo nella competizione a squadre, piazzandosi al secondo posto con i compagni Jonas Müller, Thomas Steu e Lorenz Koller. In classifica generale come miglior risultato si è piazzata al nono posto nella specialità del singolo nel 2021/22.
Ha preso parte a due edizioni dei campionati mondiali. Nel dettaglio i suoi risultati nelle prove iridate sono stati, nel singolo: sedicesima a Soči 2020 e undicesima a Schönau am Königssee 2021; nel singolo sprint: ottava a Schönau am Königssee 2021. Il piazzamento ottenuto nella rassegna del 2021 le valse inoltre la medaglia d'argento nella speciale classifica riservata alle atlete under 23.

## Palmarès

### Mondiali
- 1 medaglia:
  - 1 oro (singolo ad Altenberg 2024).

### Europei
- 1 medaglia:
  - 1 bronzo (singolo a Winterberg 2025).

### Mondiali under 23
- 2 medaglie:
  - 2 argenti (singolo a Schönau am Königssee 2021; singolo ad Oberhof 2023).

### Mondiali juniores
- 2 medaglie:
  - 1 oro (gara a squadre ad Innsbruck 2019);
  - 1 bronzo (singolo ad Oberhof 2020).

### Coppa del Mondo
- Miglior piazzamento in classifica generale nel singolo: 3ª nel 2024/25.
- 13 podi (8 nel singolo, 2 nelle staffette miste singolo, 3 nelle gare a squadre):
  - 3 vittorie (1 nel singolo, 1 nelle staffette miste singolo, 1 nelle gare a squadre);
  - 4 secondi posti (2 nel singolo, 2 nelle gare a squadre);
  - 6 terzi posti (5 nel singolo, 1 nelle staffette miste singolo).

#### Coppa del Mondo - vittorie
| Data             | Luogo       | Paese         | Disciplina                                                                            |
| ---------------- | ----------- | ------------- | ------------------------------------------------------------------------------------- |
| 16 febbraio 2025 | Pyeongchang | Corea del Sud | Singolo                                                                               |
| 16 febbraio 2025 | Pyeongchang | Corea del Sud | Staffetta mista singolo con Wolfgang Kindl                                            |
| 23 febbraio 2025 | Yanqing     | Cina          | Gara a squadre con Thomas Steu, Wolfgang Kindl, Jonas Müller, Selina Egle e Lara Kipp |

### Coppa del Mondo juniores
- Miglior piazzamento in classifica generale nel singolo: 2ª nel 2017/18.

### Coppa del Mondo giovani
- Miglior piazzamento in classifica generale nel singolo: 16ª nel 2015/16.